# Lyndsey Scott

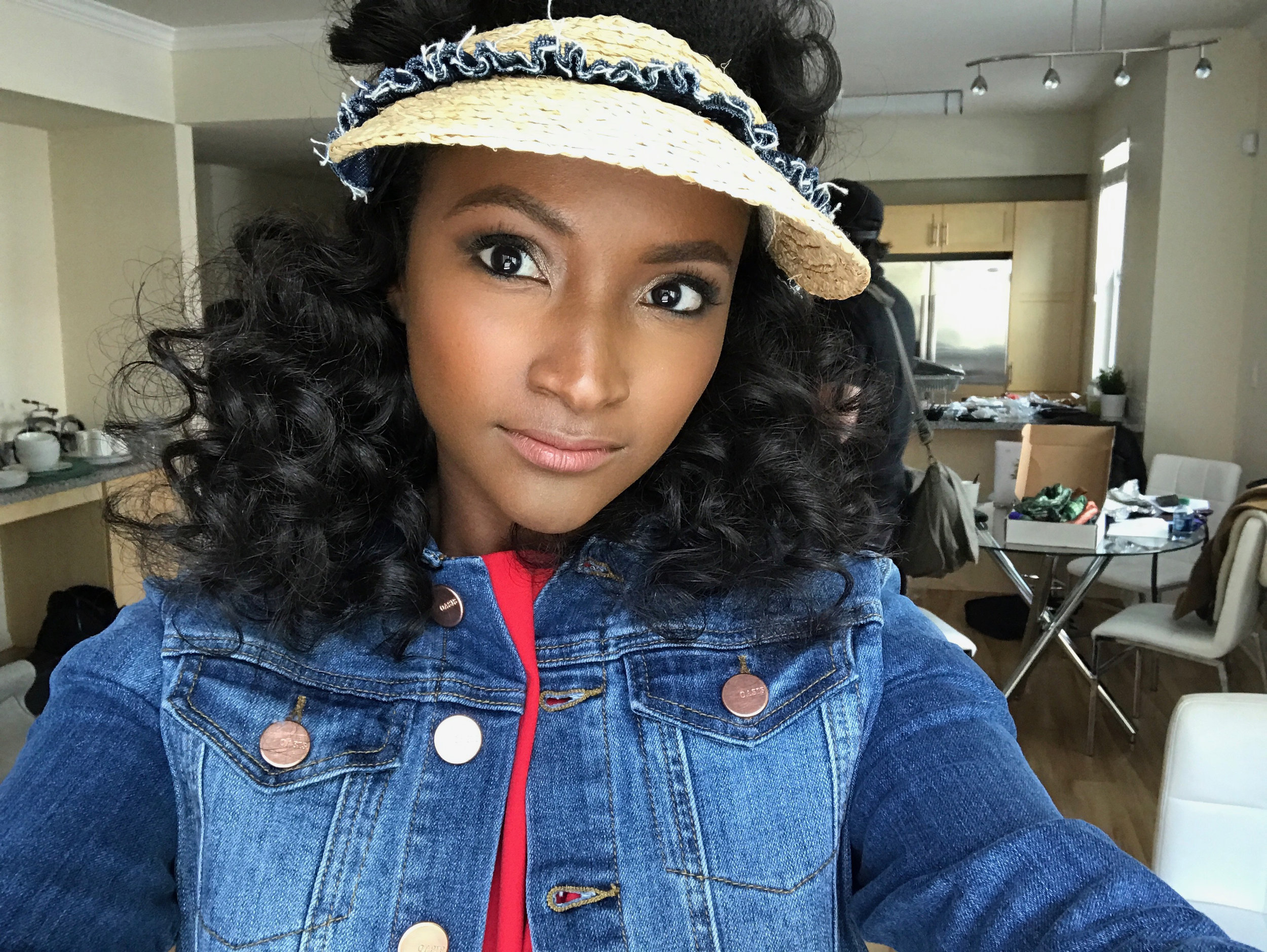
Lyndsey Scott im Jahr 2017

Lyndsey Scott (* 1984) ist eine US-amerikanische Softwareentwicklerin und Model.

## Kindheit und Jugend
Lyndsey Scott wuchs in West Orange, New Jersey, als ältestes von vier Kindern auf. Mit neun Jahren begann sie mit Martial Arts.
Ihr Vater war als Programmierer bei der National Security Agency angestellt und gründete ein im Gesundheitsbereich tätiges Unternehmen. Er starb im Jahr 2017 an Leukämie.
In den ersten Jahren ihrer Schulzeit war sie die einzige Schwarze an ihrer Schule und war deswegen Mobbing ausgesetzt, das bis in die Highschool hinein anhielt.
Sie nahm an Theater-, Wirtschafts- und Physikseminaren des Amherst College teil, bevor sie sich dort für Informatik und Theater einschrieb und im Jahr 2006 einen Doppelabschluss erwarb. Im 400-Meter-Lauf war sie in der All-America-Auswahl. Sie besitzt einen schwarzen Gürtel in Taekwondo.

## Karriere
Am Anfang ihrer Modelkarriere wohnte sie in Roosevelt Island in New York City.
Der Anfang ihrer Modelkarriere war eigenen Angaben zufolge schwer. So wurde ihr nahegelegt bei Vertragsanfragen ihr Alter nicht wahrheitsgemäß anzugeben. So gab sie in den ersten Jahren der Modelkarriere 1990 als ihr Geburtsjahr an. Erst als sie 2008 Jahren auf models.com ein Bild von sich hochlud, wurde sie von der in New York City ansässigen Agentur Click Model Management kontaktiert. Im Jahr 2009 wurde sie beim Flyerverteilen von Calvin Klein kontaktiert. Sie wurde das erste afroamerikanische Laufstegmodel mit exklusiven Vertrag bei Calvin Klein. Darauf folgten weitere Einsätze bei Vera Wang, DKNY, Fendi, Gucci, Louis Vuitton und bei der Victoria’s Secret Fashion Show im Jahr 2009. Sie wurde Cover auf Zeitschriften für die italienische Elle und Teen Vogue. Bei der 2010 stattfindenden NewYorker Fashion Week lief sie für Prada. Anschließend wechselte sie die Agentur zu Elite Model Management.

## Softwareentwicklung
Lyndsey begann im Alter von zwölf Jahren in der Middle school Spiele am TI-89 Taschenrechner zu programmieren. Am College lernte sie die Programmiersprachen Java und C++  sowie MIPS-Architektur und lernte autodidaktisch Python, Objective C und iOS.
Auf Stack Overflow, einer Frage-und-Antwort-Community zum Thema Programmierung besitzt sie ein Profil, das mit über 400 beantworteten Fragen und den dadurch erlangten 20.000 Reputationspunkten zu den oberen zwei Prozent der Nutzer gehört. Sie ist Autor von iOS Programmierung-Tutorials auf RayWenderlich.com, war Repräsentantin der Initiative Code.org's second Hour of Code, Mentorin der NPO Girls Who Code und von Pfadfinderinnen in Los Angeles, die Programmieren lernen wollten.

### Anwendungen/Apps
Ihre erste veröffentlichte App, die in Kooperation mit zwei weiteren Studenten veröffentlicht wurde, ist Educate!. Ihre zweite veröffentlichte App ist iPort, das Models helfen soll, ihr Portfolio in digitaler Form zu managen. Eigenen Angaben zufolge half es ihr, seitdem auf Mappen zu verzichten, die sie sonst mit sich herumtragen müsste. Ihre fünfte App Code Made Cool, ist eine Lernanwendung, das die Nutzer per Drag & Drop an die Programmierung heranführen soll.